# Olympische Sommerspiele 1960/Teilnehmer (Bulgarien)
| Gelbes Symbol für Goldmedaillen mit stilisierten Olympischen Ringen | Graues Symbol für Silbermedaillen mit stilisierten Olympischen Ringen | Braundes Symbol für Bronzemedaillen mit stilisierten Olympischen Ringen |
| ------------------------------------------------------------------- | --------------------------------------------------------------------- | ----------------------------------------------------------------------- |
| 1                                                                   | 3                                                                     | 3                                                                       |

Bulgarien nahm an den Olympischen Sommerspielen 1960 in Rom mit einer Delegation von 98 Athleten (89 Männer und 9 Frauen) an 66 Wettkämpfen in zwölf Sportarten teil.
Die bulgarischen Sportler gewannen eine Gold- und je drei Silber- und Bronzemedaillen. Damit belegte Bulgarien im Medaillenspiegel den 15. Platz. Olympiasieger wurden der Ringer Dimitar Dobrew im Mittelgewicht des griechisch-römischen Stils. Fahnenträger bei der Eröffnungsfeier war der Basketballspieler Georgi Panow.

## Teilnehmer nach Sportarten

### Basketball
- 16. Platz
Atanas Atanassow
Emanuil Gjaurow
Georgi Kanew
Georgi Panow
Ilija Mirtschew
Christo Zwetkow
Ljubomir Panow
Nikolaj Ilow
Petko Lasarow
Stefan Stojkow
Zwetko Slawow
Wiktor Radew

### Boxen
- Stojan Petkow
Bantamgewicht: in der 1. Runde ausgeschieden

- Dimitar Stoilow
Leichtgewicht: in der 1. Runde ausgeschieden

- Alexandar Mizew
Halbweltergewicht: in der 1. Runde ausgeschieden

- Schischman Mizew
Weltergewicht: im Viertelfinale ausgeschieden

- Wassil Paparisow
Mittelgewicht: im Achtelfinale ausgeschieden

- Petar Spassow
Halbschwergewicht: im Viertelfinale ausgeschieden

### Fechten
Männer
- Boris Stawrew
Florett: in der 1. Runde ausgeschieden
Säbel: in der 2. Runde ausgeschieden

- Assen Djakowski
Florett: in der 1. Runde ausgeschieden
Säbel: im Viertelfinale ausgeschieden

### Fußball
- im Viertelfinale ausgeschieden
Georgi Spirow Najdenow
Georgi Jordanow Najdenow
Kiril Rakarow
Stojan Kitow
Dimitar Largow
Manol Manolow
Nikola Kowatschew
Todor Diew
Stefan Abadschiew
Iwan Dimitrow
Dimitar Jakimow
Christo Iliew
Iwan Kolew
Nikola Zanew
Spiro Debarski

### Gewichtheben
- Kiril Georgiew
Federgewicht: 9. Platz

- Iwan Jordanow
Leichtgewicht: Wettkampf nicht beendet

- Iwan Abadschiew
Mittelgewicht: 12. Platz

- Michail Abadschiew
Mittelgewicht: Wettkampf nicht beendet

- Petar Tatschew
Halbschwergewicht: 6. Platz

- Wladimir Sawow
Mittelschwergewicht: 6. Platz

- Iwan Wesselinow
Schwergewicht: Wettkampf nicht beendet

### Kanu
Männer
- Iwan Simeonow
Zweier-Kajak 1000 m: im Viertelfinale ausgeschieden

- Ljubomir Orescharow
Zweier-Kajak 1000 m: im Viertelfinale ausgeschieden

- Bogdan Iwanow
Einer-Canadier 1000 m: 8. Platz

- Marin Gopow
Zweier-Canadier 1000 m: 8. Platz

- Toma Sokolow
Zweier-Canadier 1000 m: 8. Platz

### Leichtathletik
Männer
- Michail Batschwarow
100 m: im Vorlauf ausgeschieden
200 m: im Vorlauf ausgeschieden

- Christo Christow
Stabhochsprung: 10. Platz

- Dimitar Chlebarow
Stabhochsprung: 11. Platz

- Dodju Patarinski
Dreisprung: 19. Platz

- Todor Artarski
Diskuswurf: 20. Platz

Frauen
- Sneschana Kerkowa
100 m: im Viertelfinale ausgeschieden
80 m Hürden: im Vorlauf ausgeschieden

- Lidija Scharamowitsch
Kugelstoßen: 13. Platz

- Zwetanka Krastewa
Kugelstoßen: 14. Platz

### Radsport
- Stojan Georgiew Demirew
Straßenrennen: 52. Platz
Mannschaftszeitfahren: 17. Platz

- Dimitar Kotew
Straßenrennen: Rennen nicht beendet
Mannschaftszeitfahren: 17. Platz

- Bojan Kozew
Straßenrennen: Rennen nicht beendet
Mannschaftszeitfahren: 17. Platz

- Ognjan Toschew
Straßenrennen: Rennen nicht beendet
Mannschaftszeitfahren: 17. Platz

- Bontscho Nowakow
Bahn 1000 m Zeitfahren: 18. Platz

### Reiten
- Krum Lekarski
Dressur: 16. Platz

- Genko Raschkow
Vielseitigkeit: 19. Platz
Vielseitigkeit Mannschaft: ausgeschieden

- Wassil Zolow
Vielseitigkeit: 31. Platz
Vielseitigkeit Mannschaft: ausgeschieden

- Konstantin Wenkow
Vielseitigkeit: ausgeschieden
Vielseitigkeit Mannschaft: ausgeschieden

- Mitko Miluschew
Vielseitigkeit: ausgeschieden
Vielseitigkeit Mannschaft: ausgeschieden

### Ringen
- Georgi Moskow
Fliegengewicht, griechisch-römisch: in der 3. Runde ausgeschieden

- Dinko Petrow
Bantamgewicht, griechisch-römisch: Bronze

- Spas Penew
Federgewicht, griechisch-römisch: in der 4. Runde ausgeschieden

- Dimitar Stojanow
Leichtgewicht, griechisch-römisch: in der 5. Runde ausgeschieden

- Kiril Petkow
Weltergewicht, griechisch-römisch: in der 4. Runde ausgeschieden

- Dimitar Dobrew
Mittelgewicht, griechisch-römisch: Gold

- Krali Bimbalow
Halbschwergewicht, griechisch-römisch: Silber

- Radoslaw Kassabow
Schwergewicht, griechisch-römisch: 6. Platz

- Nikola Dimitrow
Fliegengewicht, Freistil: 7. Platz

- Nedschet Zalew
Bantamgewicht, Freistil: Silber

- Stantscho Kolew
Federgewicht, Freistil: Silber

- Enjo Waltschew
Leichtgewicht, Freistil: Bronze

- Mussa Kasanow
Weltergewicht, Freistil: in der 3. Runde ausgeschieden

- Prodan Gardschew
Mittelgewicht, Freistil: 5. Platz

- Walko Kostow
Halbschwergewicht, Freistil: in der 2. Runde ausgeschieden

- Ljutwi Dschiber Achmedow
Schwergewicht, Freistil: 5. Platz

### Schießen
- Dentscho Denew
Freie Pistole 50 m: 24. Platz

- Todor Koslowski
Freie Pistole 50 m: 25. Platz

- Welitschko Welitschkow
Kleinkalibergewehr Dreistellungskampf 50 m: 14. Platz
Kleinkalibergewehr liegend 50 m: 64. Platz

- Iwan Lasarow
Kleinkalibergewehr Dreistellungskampf 50 m: 20. Platz

- Marzel Koen
Kleinkalibergewehr liegend 50 m: 8. Platz

### Turnen
Männer
- Welik Kapsasow
Einzelmehrkampf: 20. Platz
Boden: 46. Platz
Pferdsprung: 58. Platz
Barren: 31. Platz
Reck: 26. Platz
Ringe: Bronze 
Seitpferd: 42. Platz
Mannschaftsmehrkampf: 11. Platz

- Nikola Prodanow
Einzelmehrkampf: 56. Platz
Boden: 35. Platz
Pferdsprung: 17. Platz
Barren: 78. Platz
Reck: 50. Platz
Ringe: 66. Platz
Seitpferd: 80. Platz
Mannschaftsmehrkampf: 11. Platz

- Stojan Stojanow
Einzelmehrkampf: 64. Platz
Boden: 79. Platz
Pferdsprung: 28. Platz
Barren: 19. Platz
Reck: 26. Platz
Ringe: 25. Platz
Seitpferd: 104. Platz
Mannschaftsmehrkampf: 11. Platz

- Ljuben Christow
Einzelmehrkampf: 65. Platz
Boden: 92. Platz
Pferdsprung: 43. Platz
Barren: 60. Platz
Reck: 38. Platz
Ringe: 59. Platz
Seitpferd: 69. Platz
Mannschaftsmehrkampf: 11. Platz

- Todor Batschwarow
Einzelmehrkampf: 69. Platz
Boden: 79. Platz
Pferdsprung: 106. Platz
Barren: 42. Platz
Reck: 59. Platz
Ringe: 49. Platz
Seitpferd: 59. Platz
Mannschaftsmehrkampf: 11. Platz

- Georgi Christow
Einzelmehrkampf: 77. Platz
Boden: 77. Platz
Pferdsprung: 52. Platz
Barren: 74. Platz
Reck: 78. Platz
Ringe: 25. Platz
Seitpferd: 103. Platz
Mannschaftsmehrkampf: 11. Platz

Frauen
- Rajna Grigorowa
Einzelmehrkampf: 18. Platz
Boden: 35. Platz
Pferdsprung: 52. Platz
Stufenbarren: 17. Platz
Schwebebalken: 9. Platz
Mannschaftsmehrkampf: 8. Platz

- Iwanka Dolschewa
Einzelmehrkampf: 42. Platz
Boden: 54. Platz
Pferdsprung: 43. Platz
Stufenbarren: 35. Platz
Schwebebalken: 51. Platz
Mannschaftsmehrkampf: 8. Platz

- Saltirka Tarpowa
Einzelmehrkampf: 45. Platz
Boden: 54. Platz
Pferdsprung: 65. Platz
Stufenbarren: 24. Platz
Schwebebalken: 45. Platz
Mannschaftsmehrkampf: 8. Platz

- Zwetanka Rangelowa
Einzelmehrkampf: 49. Platz
Boden: 46. Platz
Pferdsprung: 19. Platz
Stufenbarren: 48. Platz
Schwebebalken: 72. Platz
Mannschaftsmehrkampf: 8. Platz

- Elissaweta Milewa
Einzelmehrkampf: 50. Platz
Boden: 71. Platz
Pferdsprung: 28. Platz
Stufenbarren: 61. Platz
Schwebebalken: 44. Platz
Mannschaftsmehrkampf: 8. Platz

- Stanka Pawlowa
Einzelmehrkampf: 54. Platz
Boden: 52. Platz
Pferdsprung: 55. Platz
Stufenbarren: 69. Platz
Schwebebalken: 36. Platz
Mannschaftsmehrkampf: 8. Platz